# Delosperma gramineum
Delosperma gramineum är en isörtsväxtart som beskrevs av L. Bol.. Delosperma gramineum ingår i släktet Delosperma, och familjen isörtsväxter. Inga underarter finns listade i Catalogue of Life.